# Royal Bodewes
Royal Bodewes is een handelsnaam van de Bodewes Group B.V., die vaak de Bodeweswerf wordt genoemd. Het is een Nederlandse scheepswerf nabij het Winschoterdiep in Martenshoek, ooit een dorp maar nu een wijk van Hoogezand.

## Bedrijfsnaam
Royal Bodewes, voorheen Bodewes Shipyards en Bodewes Scheepswerven Martenshoek (BSM) geheten, werd in 1812 opgericht door Gerardus Bodewes (1785-1854). Sinds 30 november 2012 mag het bedrijf het predicaat 'Koninklijke' voeren en wijzigde toen de bedrijfsnaam in de huidige.

## Geschiedenis
- 7 februari 1812 wordt aangenomen als start van de beschrijving van de werf, omdat die dag het huwelijk werd gesloten tussen de 26-jarige Geert Joosten Bodewes, scheepsbouwer en vervener, met Geertje Wijnkes Bijlholt uit Martenshoek en er geen oudere documenten over de werf bewaard zijn gebleven. De werf bouwde aan het Winschoterdiep houten binnenschepen, zoals tjalken, smakken, kofschepen, galjoten en schoeners. In een later stadium ook schepen voor de Rijnvaart.
- 1836 begon hun oudste zoon voor zichzelf met een werf in Sappemeer, die tot 1883 heeft bestaan.
- 1839 nam de tweede zoon Wijnandus de werf over.
- 1881 werd het eerste ijzeren schip gebouwd, de Onderneming, 131 ton.
- 1882 namen de zonen van Wijnandus, Geert en Harmannus, de zaak over en werd de naam Gebr. G. & H. Bodewes.
- 1890 werd de werf uitgebreid met de Werf Jachtwijk
- 1899 kon uit het faillissement van Berend Niestern de naastgelegen werf overgenomen worden.
- ±1900 werd begonnen met het bouwen van motorschepen.
- 1908 op dezelfde manier van Van Dam & Gorter, Uithuizen, de NV machinefabriek Fulton, Hoogeveen.
- 22 december 1911 werd de vestiging in Martenshoek zelfstandig, onder de naam NV Scheepswerven v/h Gebr. Bodewes
- 1916 kon de werf van Gebr. J. en G. Verstockt worden overgenomen.
- 1922 door het instorten van de markt voor grote schepen werden er voornamelijk binnenschepen en enkele sleepboten gebouwd.
- 1924 werd de in 1874 opgerichte Scheepswerf de erven J. van Aller overgenomen.
- 1926 startte de bouw van motorkustvaarders in Martenshoek en Hasselt.
- 1936 ging de vestiging in Hasselt zelfstandig verder.
- 24 april 1937 gingen de vestiging in Martenshoek en Machinefabriek Fulton failliet.
- 30 oktober 1937 maakte Herman Bodewes met de werf een doorstart, met financiële hulp van zwager dr. H.W. Takkenberg, als Bodewes Scheepswerven. Hij startte gelijk met het opnieuw nummeren van de schepen, nu nog uitsluitend motorkustvaarders.
- 1 januari 1943 werd de onderneming omgezet in een Vennootschap onder firma.
- 1949 in een Naamloze Vennootschap
- 1996 werd Scheepswerf Hylkema & Zn. gekocht, een werf die tussen de werven Bodewes en Jachtwijk lag.
- 2001 werd de naam van Holding Jachtstock BV gewijzigd in Bodewes Group B.V. en de naam van de werf Bodewes Shipyards B.V.
- 12 november 2012 werd het predicaat Koninklijk aan de Bodewes Group B.V. te Hoogezand toegekend en op 30 november 2012 uitgereikt. Koninklijke Bodewes oftewel Royal Bodewes.[3]

## Specialisatie
Het bedrijf bouwde eerst zeilschepen, later honderden koopvaardijschepen, waaronder general cargo-schepen, containerschepen, roroschepen en tankers. Het legt zich nu toe op het bouwen van schepen met een draagvermogen tussen de 800 en 12000 ton, groter is niet mogelijk door de ligging van de werf. Sinds 2000 heeft het bedrijf een aantal jaren delen van schepen in het buitenland laten bouwen, die dan op de werf in Hoogezand werden geassembleerd. Het had samenwerkingsverbanden met werven in Gdańsk (Polen), Drobeta-Turnu Severin (Roemenië), Kertsj (Oekraïne) en Hangzhou (China). Anno 2024 worden de schepen weer compleet op de eigen werf gebouwd. 

## Tewaterlating
Zoals de meeste scheepswerven aan het Winschoterdiep maakt Royal Bodewes gebruik van dwarshellingen. Tewaterlatingen van schepen zijn, door de grote hoeveelheid water die daarbij wordt verplaatst, vaak spectaculair en trekken dan ook meestal veel bekijks. Op 10 maart 1948 kapseisde de kustvaarder Rian (450 ton) bij het tewaterlaten, de aan boord zijnde 26-jarige arbeider Jan Landman kwam daarbij om het leven. Sindsdien is voorgeschreven dat tijdens een tewaterlating niemand op het schip in kwestie aanwezig mag zijn.

## Memorabilia
- In 1952 werd het bedrijf grotendeels door brand verwoest.[5]
- In 1958 richtte het bedrijf beleggingsmaatschappij Beboma op. Het maatschappelijk kapitaal bedroeg f 1.000.000, verdeeld in 1.000 aandelen à f 1.000.-. Geplaatst werden 500 aandelen, volgestort door inbreng van effecten en contanten. 499 aandelen bleven in bezit van Bodewes Scheepswerven N.V. te Martenshoek en 1 aandeel van H.W. Bodewes.[6]
- In oktober 1960 werd H.W. Bodewes pauselijk onderscheiden. Hij werd benoemd tot ridder in de orde van de H. Gregorius de Grote "wegens zijn verdiensten voor het kerkbestuur en tal van andere werkzaamheden ten gunste van de Rooms-Katholieke kerk".[7]
- Op 14 maart 1973 brak een grote staking uit op de noordelijke scheepswerven, waaronder Bodewes ('geen centen, maar procenten"). Nevendoel was het verkrijgen van meer medezeggenschap. Op 13 april werden de stakingen in Hoogezand-Sappemeer opgeschort en kort daarna door het 'Paasbestand' van de bonden beëindigd , zij wilden weer onderhandelen. Dit viel slecht bij de stakers. De cao werd later afgesloten met een combinatie van procenten en centen: vloeren in de prijscompensatie en/of aftopping van de prijscompensatie.[8]

## De naam Bodewes in de Nederlandse scheepsbouw
De naam Bodewes komt meer voor in de Nederlandse scheepsbouw.
- Bodewes Binnenvaart, Millingen aan de Rijn. Opgericht in 1837 en werd in 1896 eigendom van H.H. Bodewes. Na faillissement in 1986 nam Damen Shipyards Group de reparatiewerf-afdeling over. Eind november 2013 werd de sluiting van het bedrijf aangekondigd.[10] De Bodewes-broers bezaten rond 1889 ook de Scheepswerven De Hoop te Pannerden en Lobith-Tolkamer.
- Lierenfabriek H.E. Bodewes, Foxhol. Na 1945 werd het bedrijf verplaatst naar de Werfkade te Martenshoek, in de voormalige machinefabriek Fulton.
- Royal Bodewes Shipyards, Hoogezand/Martenshoek. Directeuren in 2013 zijn Herman Bodewes, zesde generatie in het familiebedrijf, en Johan Schouwenaar.[11]
- Scheepswerf Bodewes Bergum, Bergum. Opgericht in 1956 door Jac. Bodewes, Suameer en in 1980 aan Damen Shipyards Group verkocht. De werf bouwde voornamelijk zeegaande schepen. De bedrijfsnamen luidden later Jac. Bodewes Hoogezand en Scheepswerf Hoogezand Bergum. Het bedrijf is aangesloten geweest bij Conoship, de Combinatie Noordelijke Scheepsbouwers.[12] Niet meer scheepsbouwend. De bedrijfsnaam Scheepswerf Bodewes Bergum bestaat nog wel en is sinds 1995 eigendom van H.E.I. Bodewes, Zuidlaren.[13]
- Scheepswerf Gebr. G. en H. Bodewes, Hasselt (Overijssel). Opgericht in 1923 door Geert en Hermannes Bodewes[14], voortzetting van de werf van Van Aller. Sinds 1998 geleid door Thecla Bodewes, zakenvrouw van het jaar in 2011, die haar vader Herman Bodewes (1928-1998) opvolgde.[15] Sinds 2003 is zij ook directeur-eigenaar van scheepswerf De Kaap en sinds 2010 ook van Maritima Green Technology, beide te Meppel.[16]
- Scheepswerf Hoornsche Diep (Hoornsediep), Groningen. Opgericht door J.H. Bodewes, gesloten in 1956. Hermanus Bodewes zette het bedrijf onder dezelfde naam korte tijd voort op de voormalige werf van Apol te Wirdum.
- Scheepswerf Ton Bodewes, Franeker. Opgericht in 1957, gesloten in 1991, na het overlijden van de eigenaar.[12]
- Volharding Shipyards, Westerbroek. Opgericht in 1919. Voorgaande bedrijfsnamen zijn Gebr. Bodewes, Foxhol (ook bekend als Bodewes Scheepswerf Volharding) en Bodewes Gruno Foxhol. Ook de Volharding was aangesloten bij Conoship. Volharding-Harlingen richt zich op de bouw van luxe jachten. Directeur-grootaandeelhouder in 2013 is Geert-Jan Bodewes.
- Scheepswerf Wynandus (Wienke?) Bodewes. Martenshoek. Opgericht in 1891, in 1916 overgekocht door de Gebroeders Fikkers.

Heden ten dage zijn er geen zakelijke banden tussen al deze Bodewesbedrijven, wel zijn er familiebanden.

## Galerij

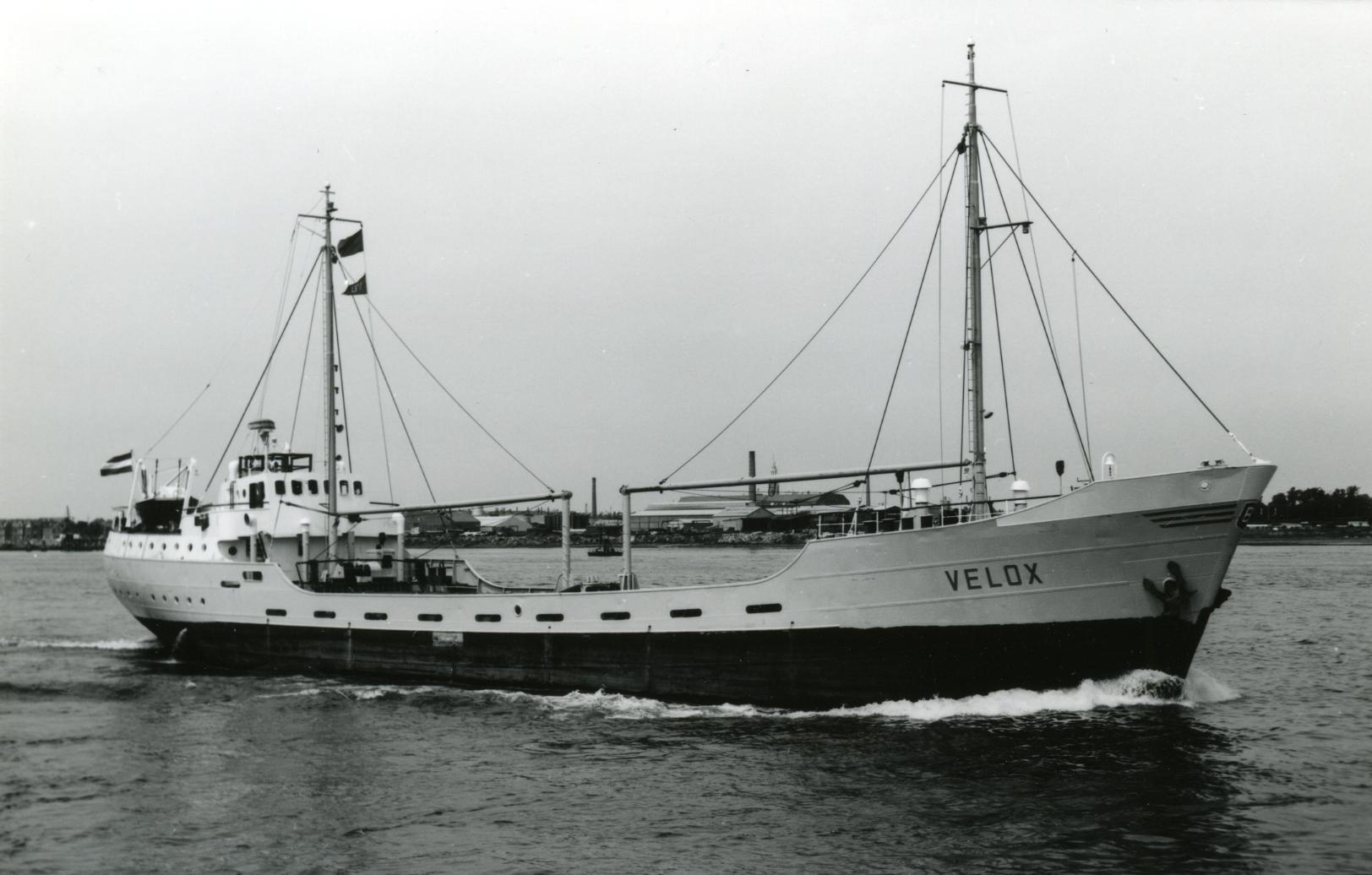
Velox, № 420
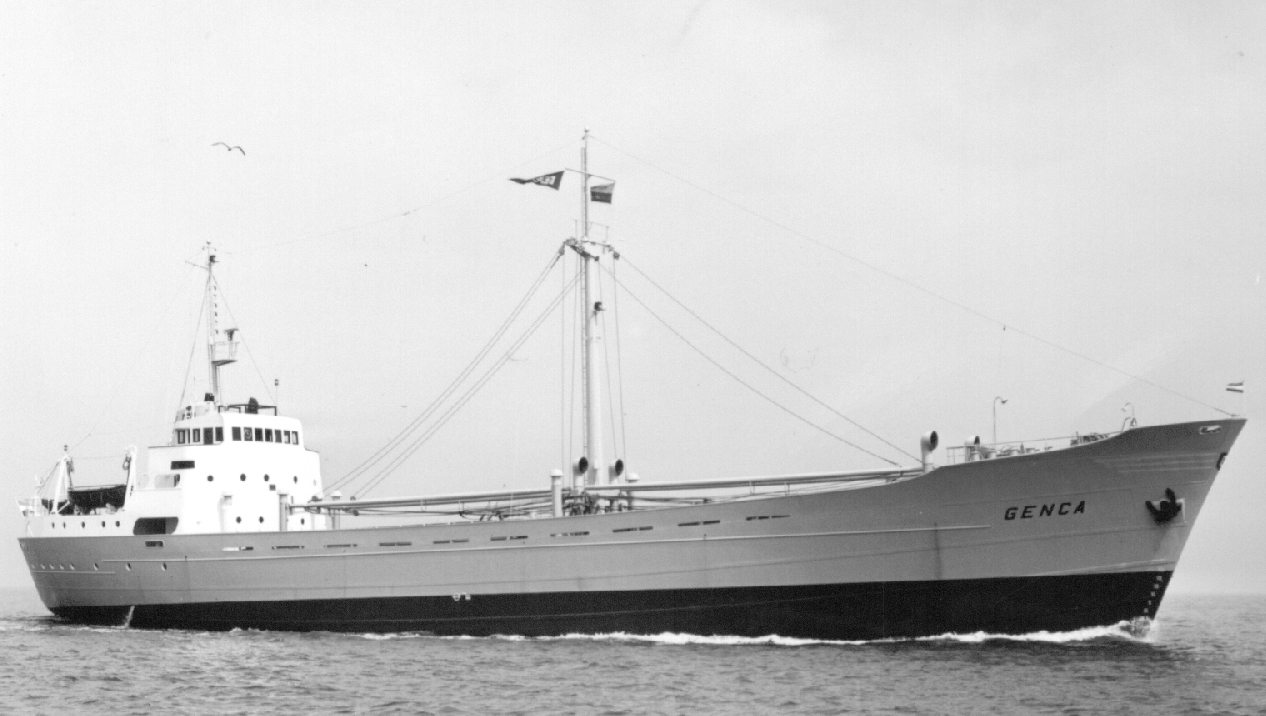
Genca, № 457
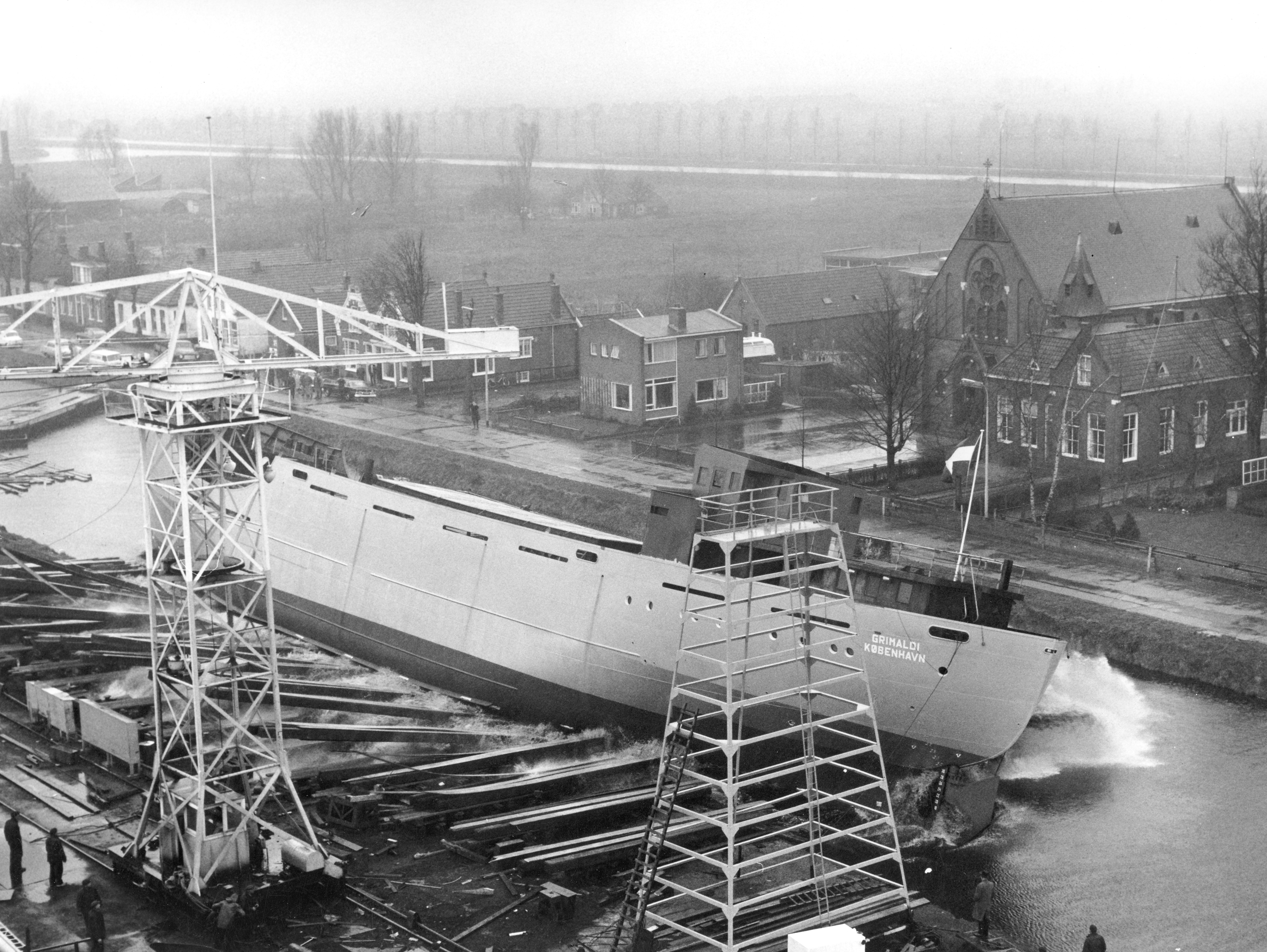
Grimaldi, № 493
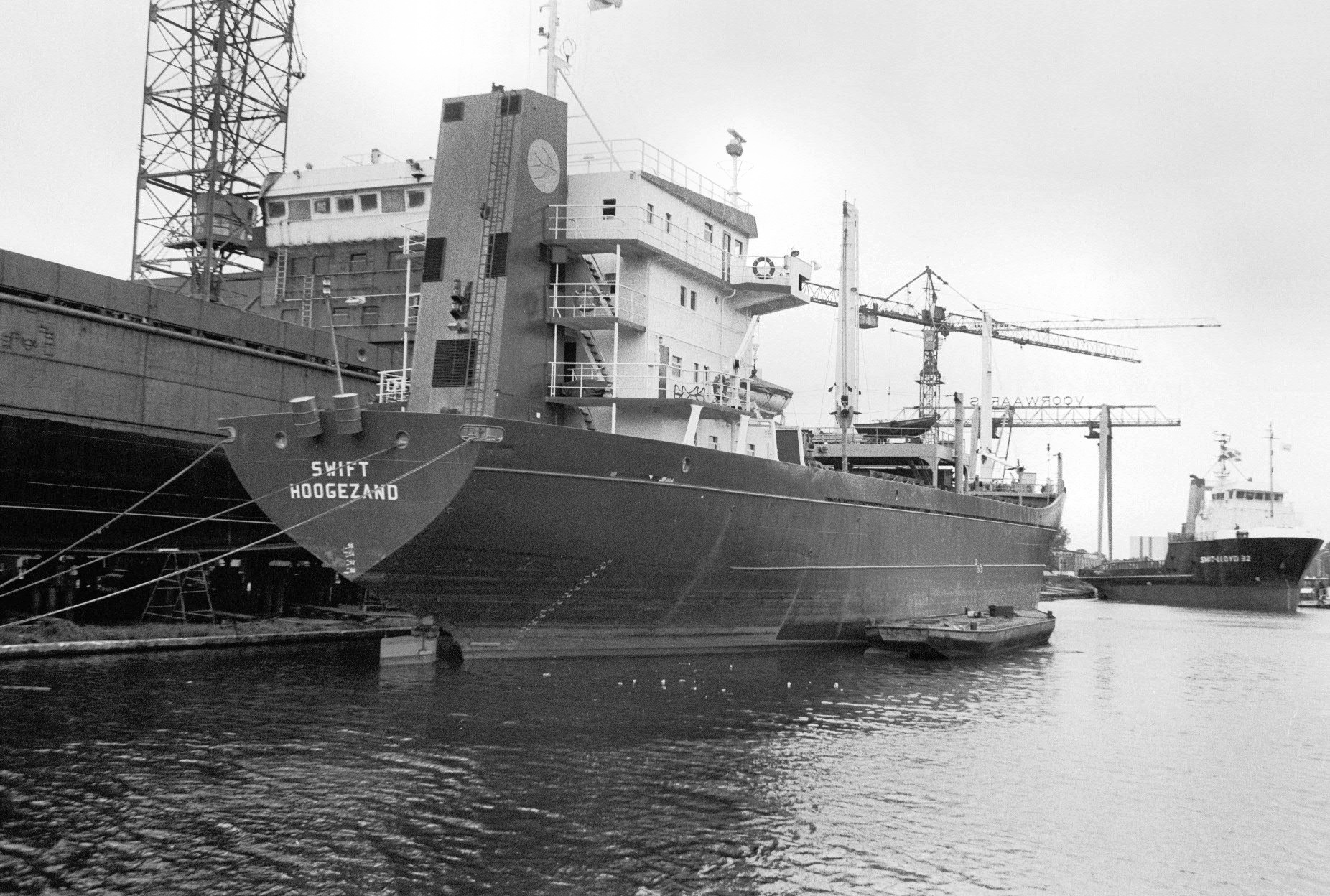
Swift, № 530
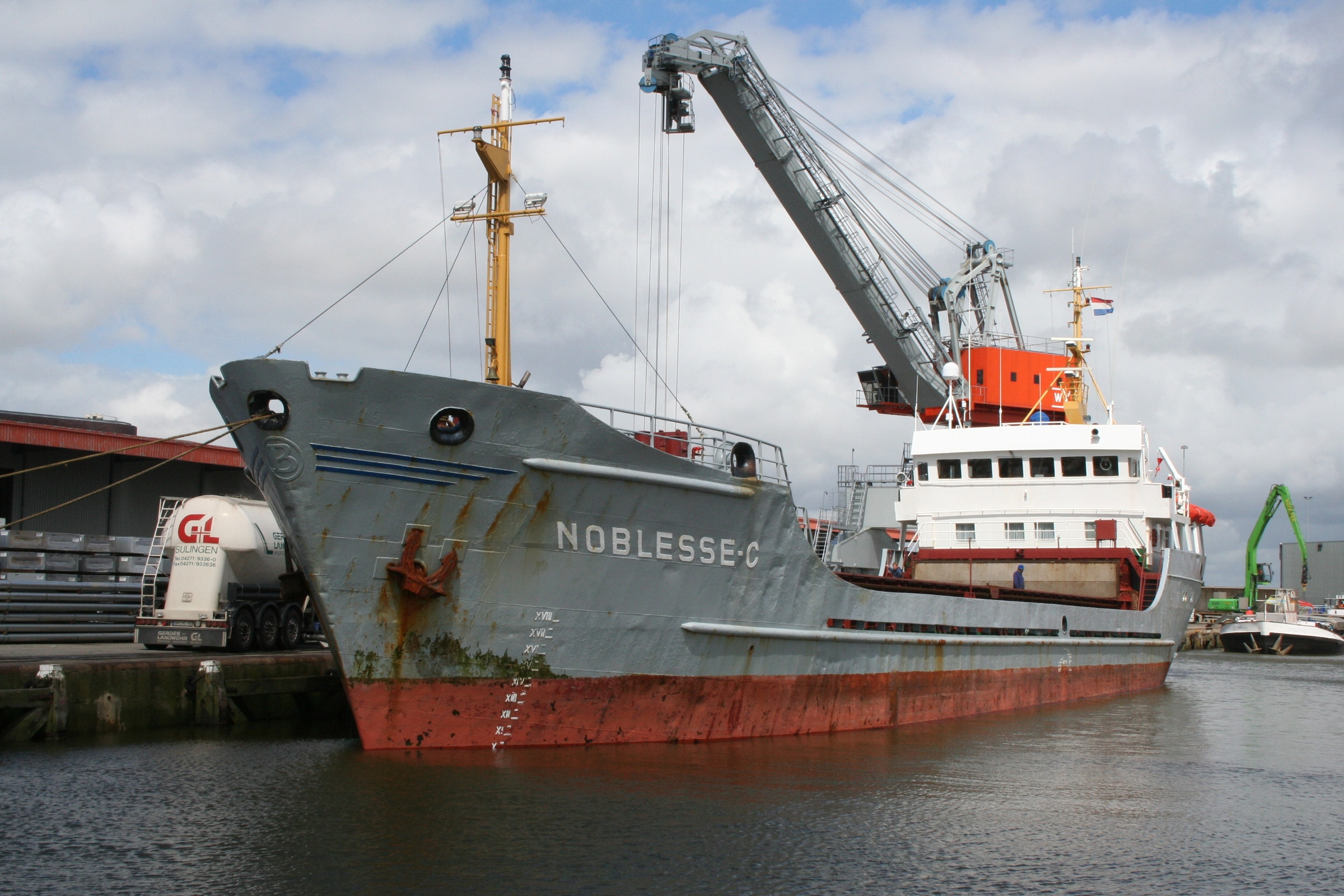
Noblesse-C, № 536
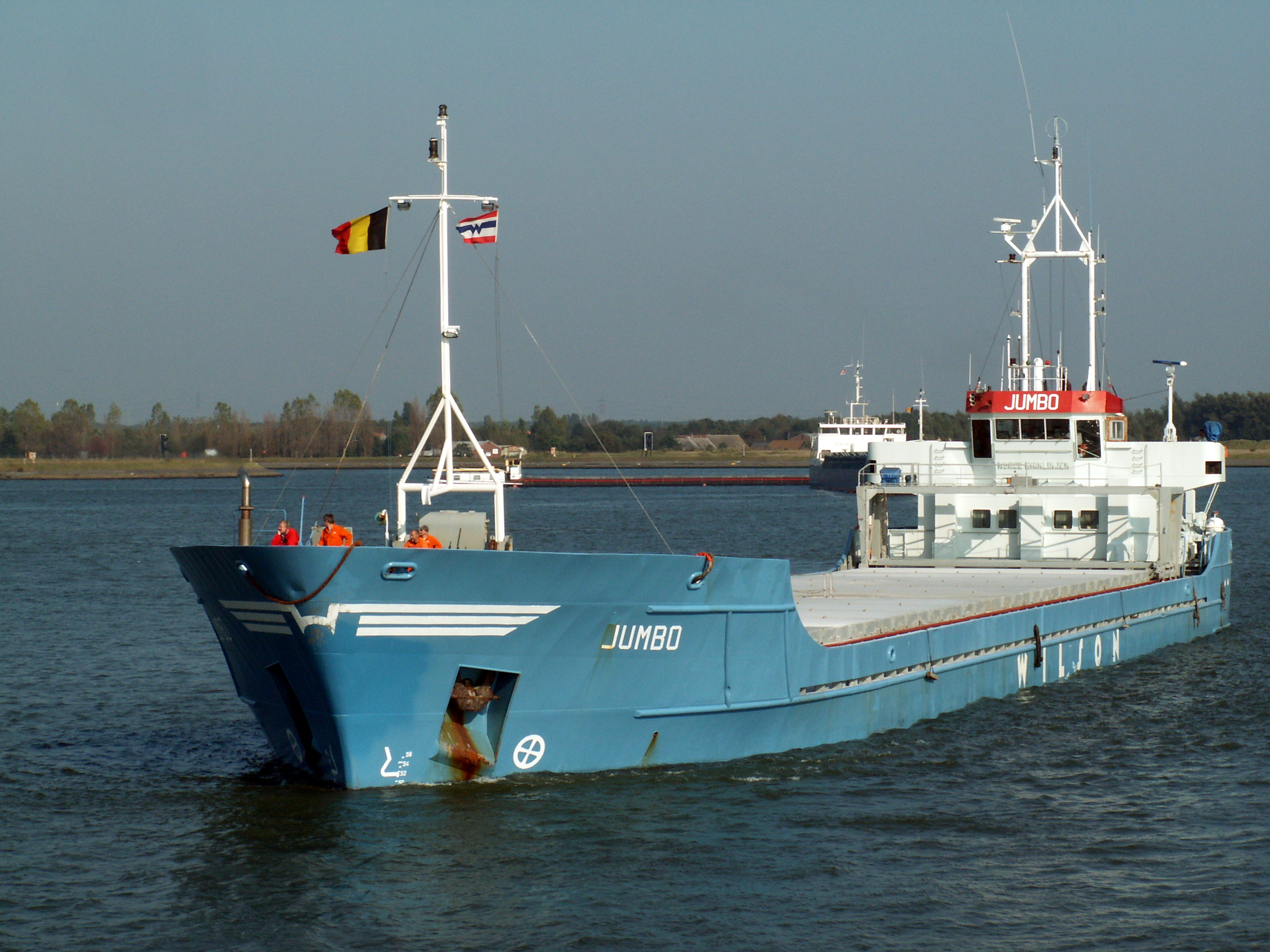
Jumbo, № 553
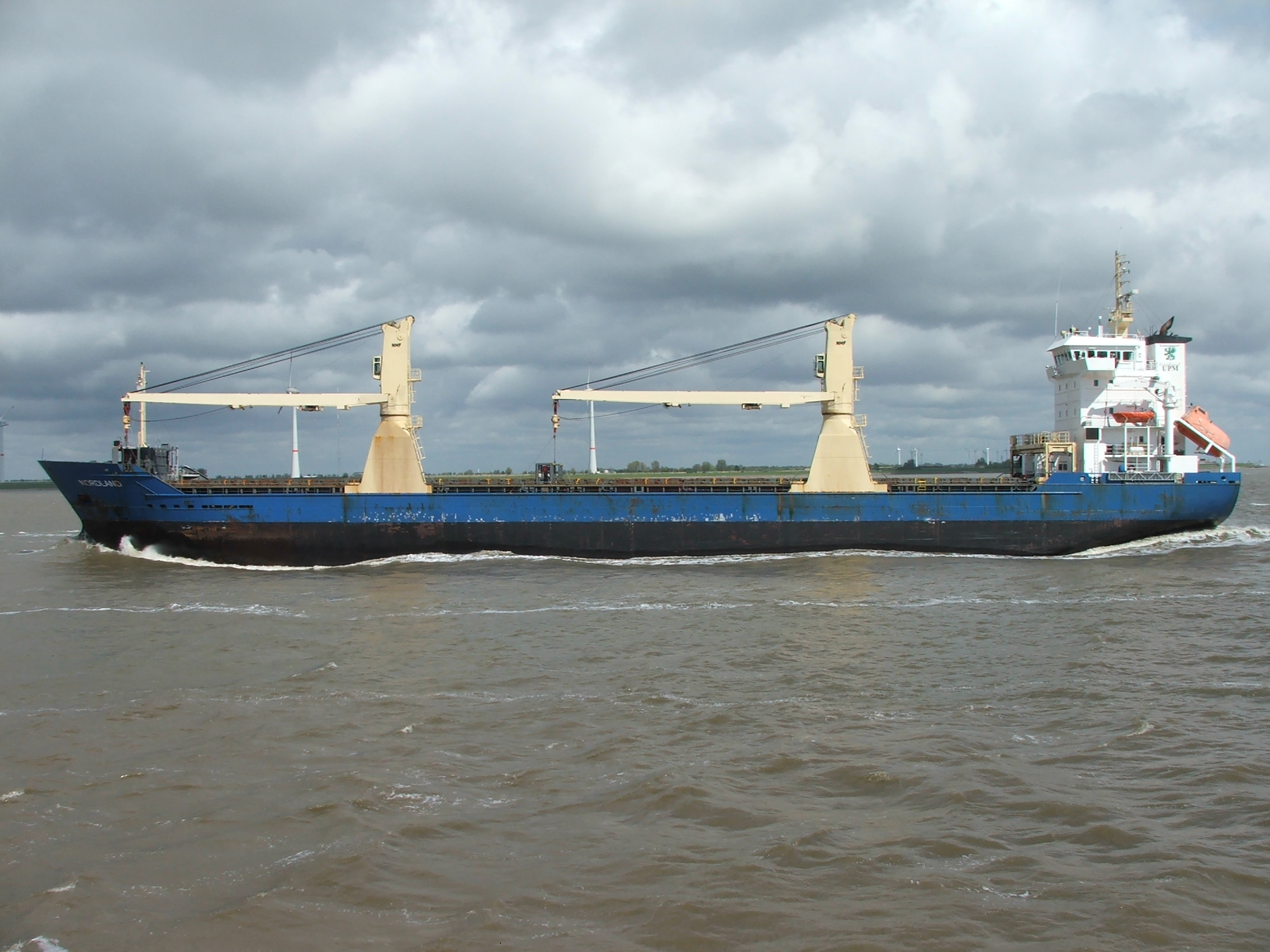
Nordland, № 606
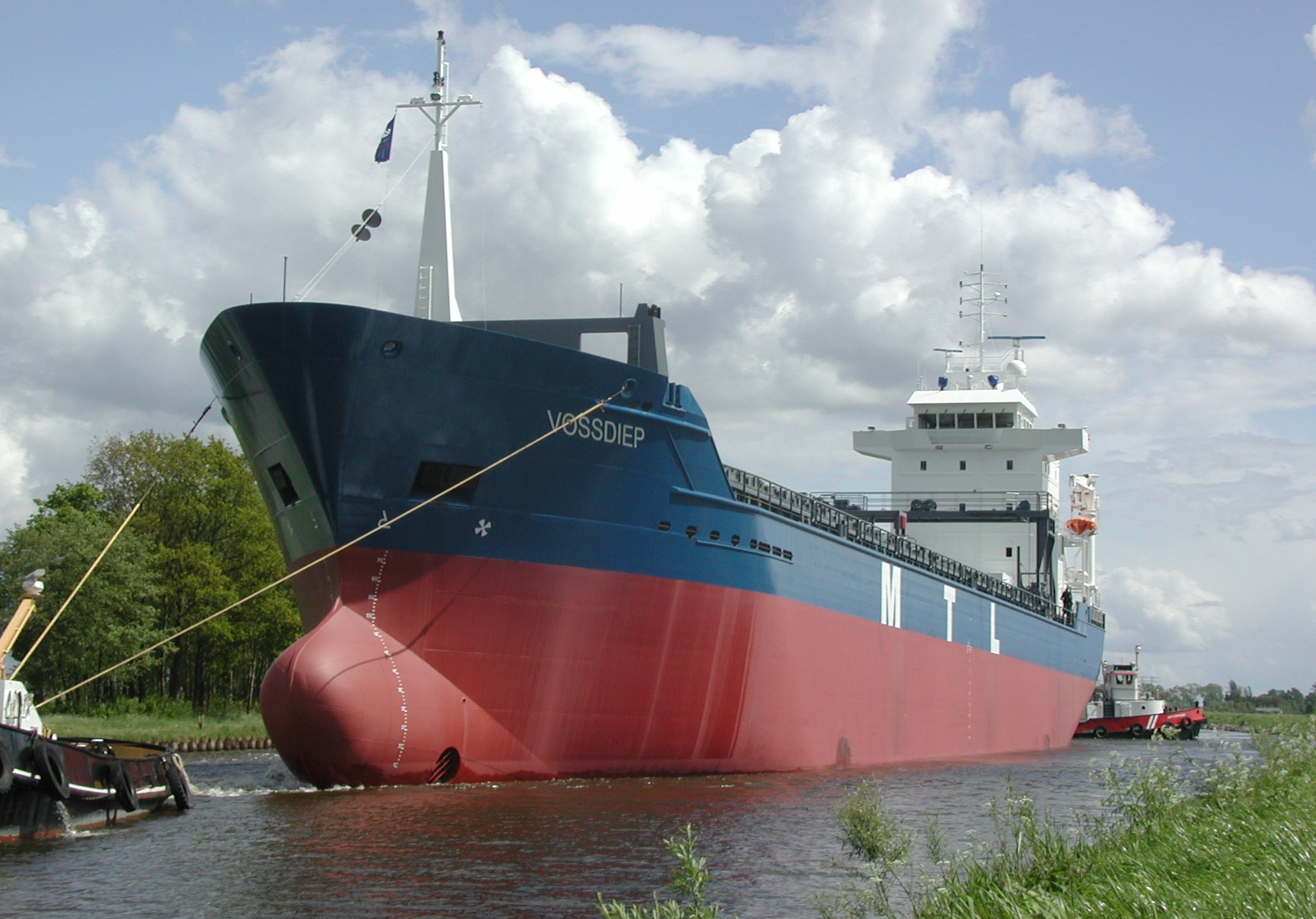
Vossdiep, № 608
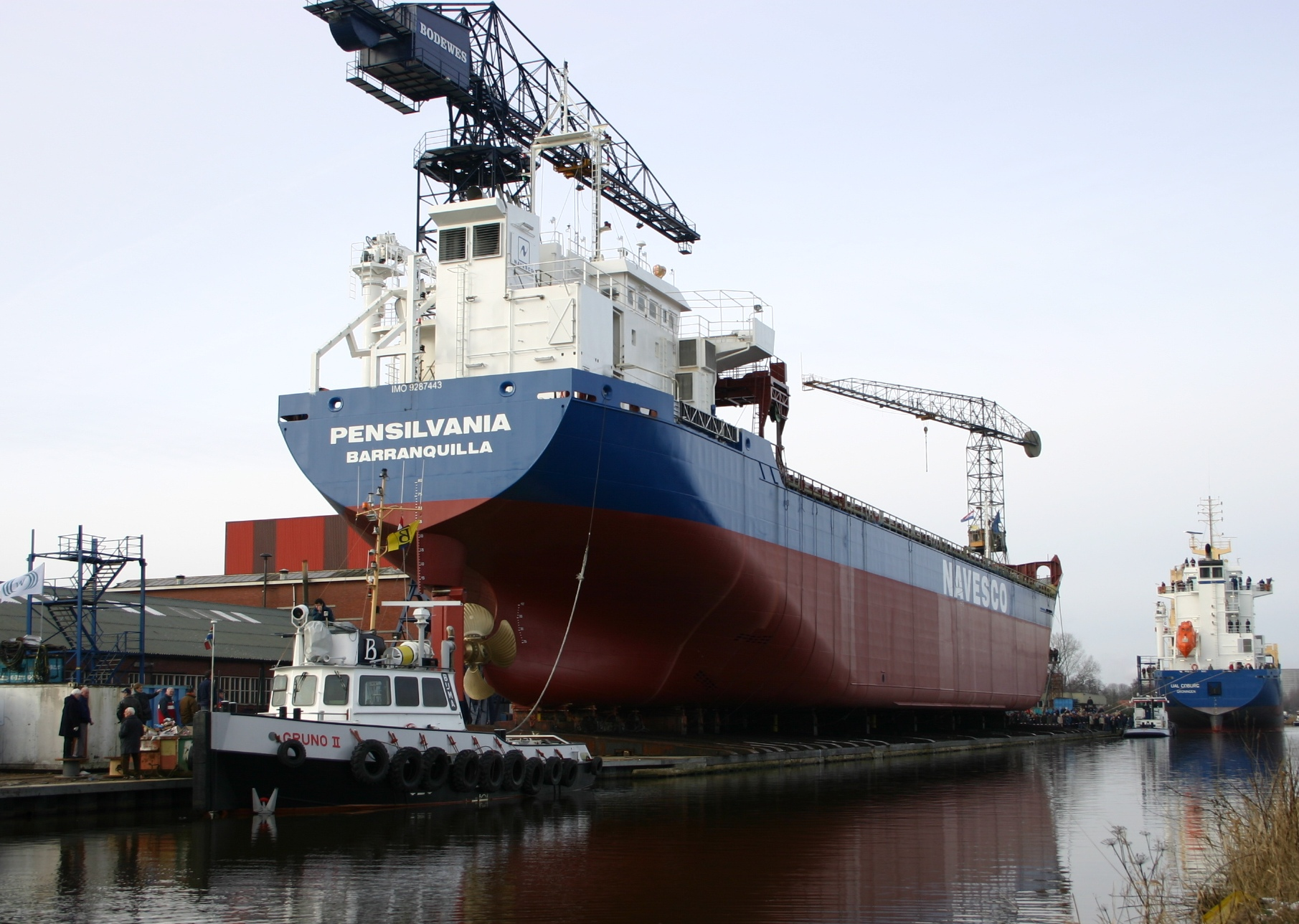
Pensilvania, № 621
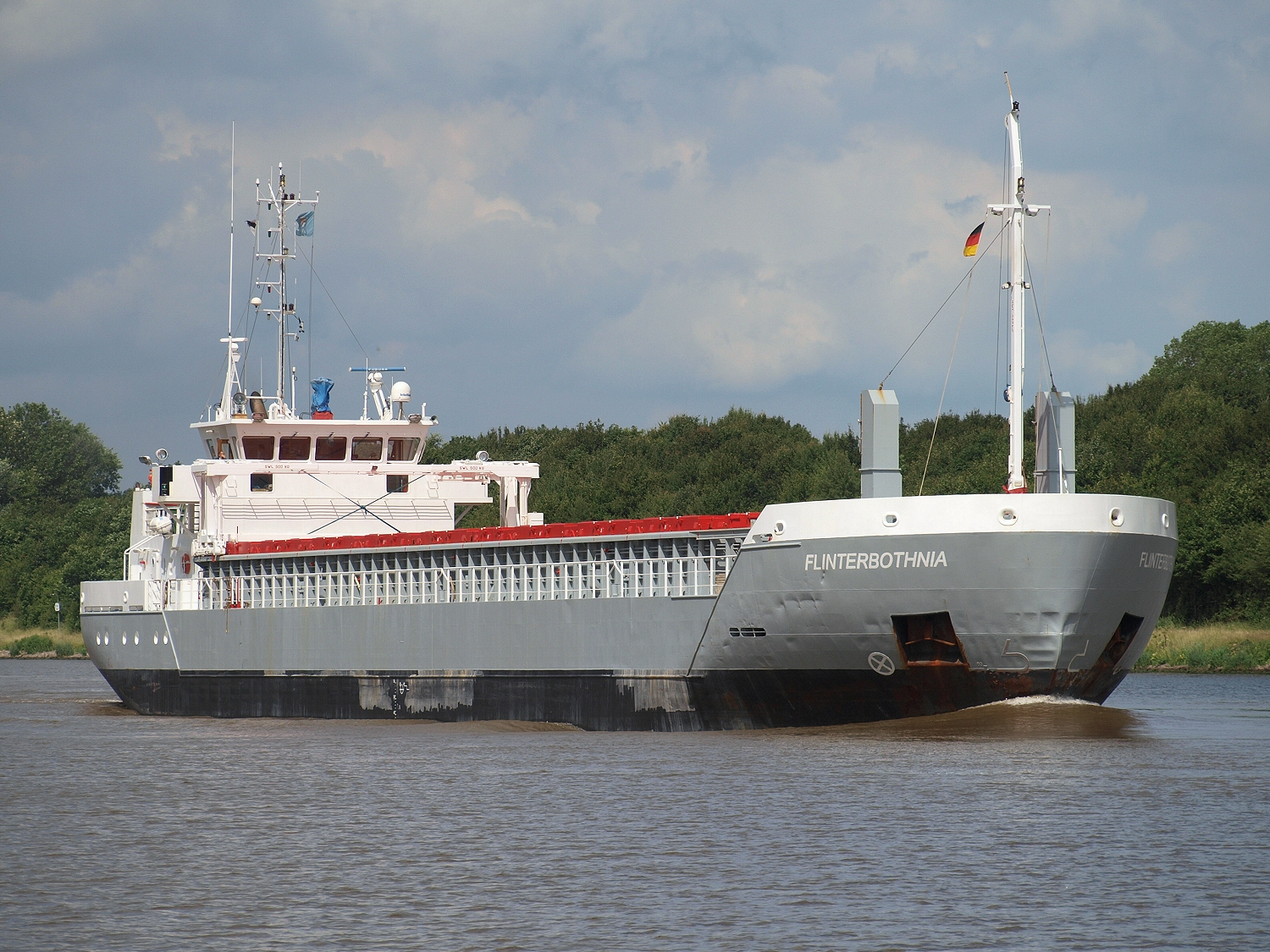
Flinterbothnia, № 634
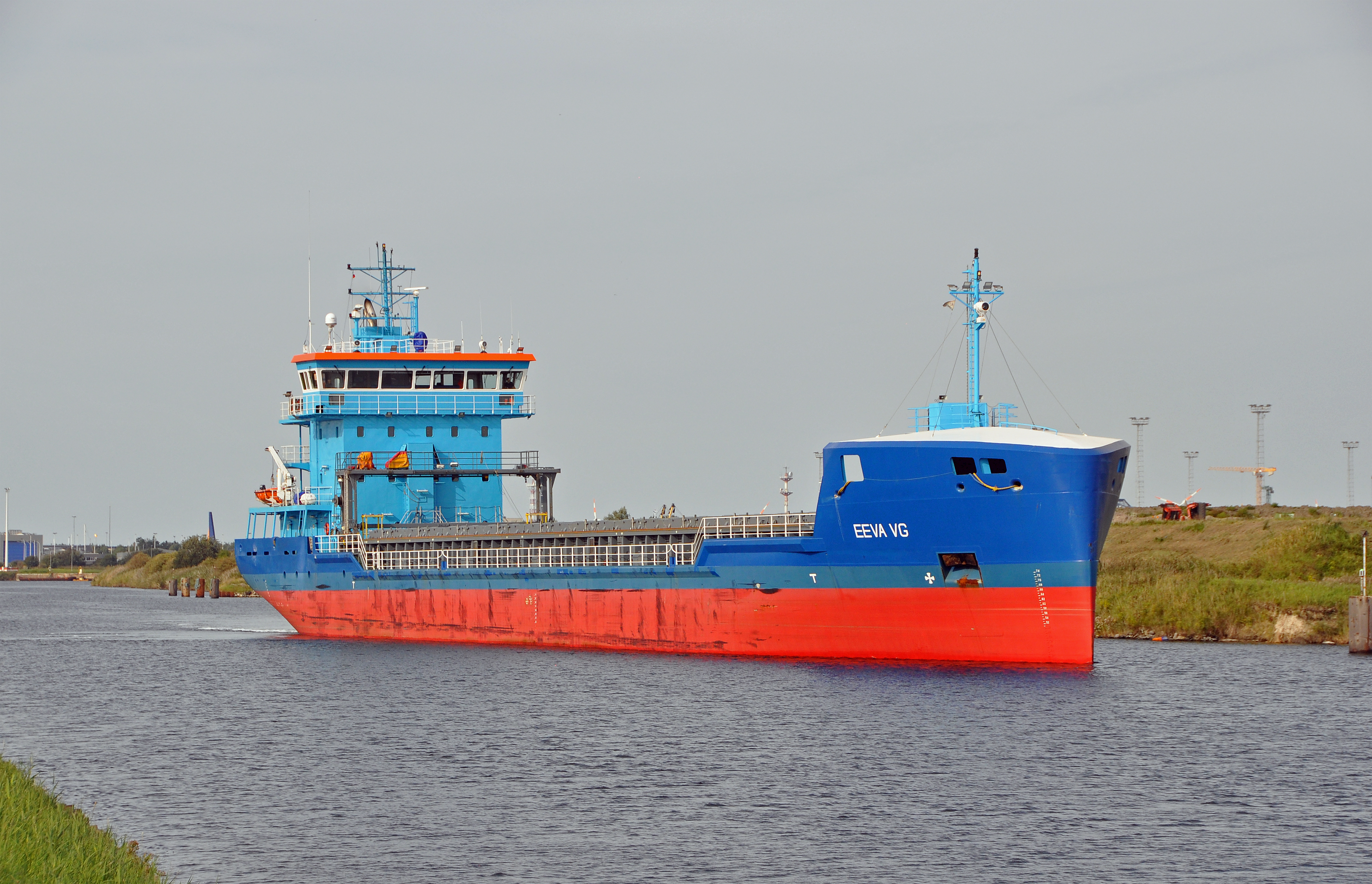
Eeva VG, № 742
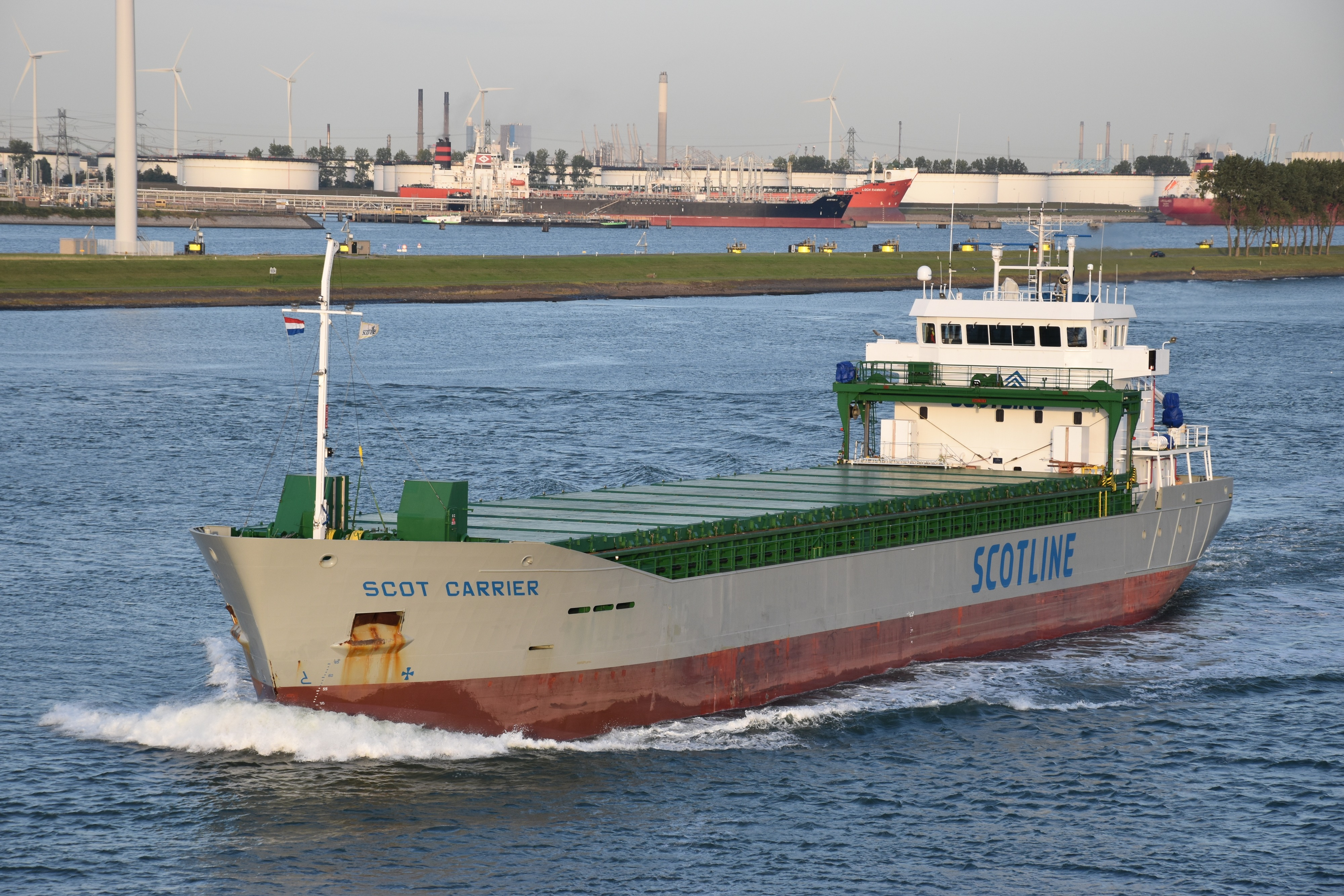
Scot Carrier, № 746

## Documentaires
Het geluk van Nederland : Is het pompen of verzuipen aan het Winschoterdiep? VPRO, 12-12-2004, 40 min. Nederland 3. Hoe de familiewerf Bodewes weerstand probeert te bieden aan de concurrentie uit lagelonenlanden.
Dwarse scheepsbouwers, VPRO, 7-4-2024, 50 min. NPO2. Getoond wordt hoe het bedrijf met een nieuwe generatie van de familie Bodewes aan het roer, efficiënte productiemethodes en moderne, duurzame aandrijftechniek er klaar voor is om, tegen de trend in van teruglopende maakindustrie in Nederland en geminimaliseerde scheepsbouwindustrie in West-Europa, het op te nemen tegen scheepsbouwers in Azië en Oost-Europa.